# Знание — сила
«Знание — сила» (записано на обложке как «Знание-сила») — советский и российский научно-популярный и научно-художественный журнал, основанный в 1926 году. Член Российского исторического общества. Публикует материалы о достижениях в различных областях науки — физике, астрономии, космологии, биологии, истории, экономике, философии, психологии, социологии. Еженедельно (по субботам) совместно с радиостанцией «Эхо Москвы» проводил передачу «Не так». В 2006—2020 годах выходило литературное приложение к журналу — «Знание — сила: Фантастика».
Девиз журнала — высказывание Фрэнсиса Бэкона: «Knowledge itself is power» («Знание само по себе — сила»).

## История

Среднемесячные тиражи журнала «Знание — сила» с 1946 (послевоенное возобновление выпуска) по 2015 год

Первый номер издания вышел в издательстве «Молодая гвардия» в январе 1926 года. На его заглавном листе значилось «Ежемесячный научно-популярный и приключенческий журнал для подростков». Журнал был рассчитан на читательский возраст 10—11 лет и ставил своей задачей публиковать материалы по всем отраслям знаний, обслуживать практическую, естественнонаучную и техническую работу в школах, пионерских отрядах, ячейках ВЛКСМ, сельскохозяйственных, натуралистических и других кружках, а также давать идеологически выдержанную приключенческую беллетристику, расширяющую кругозор читателя.
Журнал недолго сохранял своё первоначальное, общепросветительское направление. В стране началась эпоха «ударной индустриализации», и в 1928 году журнал изменил профиль. Силами его редакции тогда был создан новый журнал — «Юный натуралист», а «Знание — сила» стал органом юных техников.
С началом Великой Отечественной войны издание журнала было приостановлено и возобновлено в 1946 году усилиями бывшего главного редактора Льва Жигарева в издательстве «Трудрезервиздат».
Во второй половине 1960-х годов журнал, активно сотрудничавший с известными художниками-оформителями (Борис и Сергей Алимовы, Октавио Феррейра де Араужо, Вагрич Бахчанян, Евгений Бачурин, Анатолий Брусиловский, Михаил Гробман, Макс Жеребчевский, Юрий Зальцман, Владимир Зуйков, Франсиско Инфанте, Илья Кабаков, Вячеслав Калинин, Отари Кандауров, Николай Кошкин, Борис Лавров, Дмитрий Лион, Эрнст Неизвестный, Николай Попов, Михаил Ромадин, Юло Соостер, Кира Сошинская, Ильдар Урманче, Олег Целков, Эдуард Штейнберг, Владимир Янкилевский и др.), стал одним из ведущих иллюстрированных периодических изданий СССР. С первых лет издания в журнале публиковались лучшие образцы советской и переводной фантастики, в том числе произведения братьев Стругацких, Кира Булычёва, Станислава Лема, Роберта Шекли и других классиков жанра. В 1967 году тираж журнала достиг рекордной цифры — 700 000 экземпляров.
В 1968 году в результате конфликта главного редактора с учредителем — Госкомитетом по профтехобразованию — журнал был передан Всесоюзному обществу «Знание».
В настоящее время объём журнала составляет 128 страниц, тираж — 3000 экземпляров.

## Оформление

Логотипы журнала

Тираж журнала резко вырос в середине 1960-х годов, когда «Знание — сила» стал заметно выделяться среди других периодических изданий не только своеобразием авторов, но и оформительскими находками. Нина Филиппова, возглавлявшая редакцию в 1965—1989 годах, впоследствии заметила, что уже к 1965 году «Знание — сила» представлял собой «очень неплохой, во всяком случае нестандартный журнал с весьма нестандартным оформлением».
По словам многолетнего художественного редактора журнала Александра Эстрина,

Иван Александрович Оглоблин, литредактор, спрашивал меня совершенно искренне — зачем художнику нужно деформировать натуру, изображать странные нереальные объекты и ситуации, подражать детскому рисунку… Многие читатели в письмах задавали те же вопросы.
За время своего существования журнал многократно менял формат, логотип и оформление обложки. Так, с 1959 по 1987 год журнал издавался в формате 70 × 1081/8 (265 × 340 мм), с первого номера 1987 года — во вдвое уменьшенном формате 70 × 1081/16 (170 × 260 мм). Формат издания в настоящее время — 70 × 1001/16 (170 × 240 мм).

Обложки журнала за 1926, 1940, 1959, 1961, 1962, 1964, 1965, 1967, 1970, 1976, 1978, 1981, 1987 и 1991 годы

### Девиз
Девиз журнала впервые появился на обложке апрельского номера журнала за 1991 год в виде «Knowledge is power». Начиная с обложки июльского номера за 1994 год английский перевод латинского изречения Бэкона был уточнён — «Knowledge itself is power». Мотивы, по которым девиз издания принят в переводе на английский язык, не вполне очевидны, поскольку оригинал высказывания имеется только на латыни («Ipsa scientia potestas est»), а авторского перевода на английский язык не существует. В статье члена редколлегии журнала, российского писателя, журналиста и переводчика Александра Волкова «Да будет знание силой!», приуроченной к 95-летнему юбилею издания («Знание — сила», 2021, № 1), приводится следующее пояснение:

В своих «Религиозных размышлениях» («Meditationes sacrae», 1597) Фрэнсис Бэкон, один из основоположников философии Просвещения, написал: «Nam et ipsa scientia potestas est» («Ведь и наука — сама по себе сила»). Со временем эта фраза в слегка сокращённом виде стала крылатой: «Scientia potestas est», или в англоязычной редакции 1598 года: «Knowledge (itself) is power», «Знание — (само по себе) сила». В 1520 году в своём главном труде «Новый Органон» Бэкон развил эту мысль. Он писал: «Scientia et potentia humana in idem coincidunt, quia ignoratio causae destituit effectum» («Знание и могущество [другой вариант перевода: «знание и сила». — А. В.] человека совпадают, ибо незнание причины затрудняет действие»). <…> В англоязычной литературе выражение «Knowledge is power» получило широкое распространение. В 1806 году американский философ Бенджамин Раш в одном из писем назвал эту фразу «well-known aphorism» («известным всем афоризмом»). <…> Один из молодёжных журналов, основанных в Советском Союзе почти сто лет назад, в 1926 году, как раз и получил такое название: «Знание — сила». Со временем он стал ведущим научно-популярным журналом в СССР, и автор этой статьи гордится тем, что проработал в этом журнале вот уже четверть века. Знание всё-таки, действительно, — это сила!

## Известные авторы
- Адамов, Григорий Борисович (1886—1945) — писатель-фантаст.
- Барашенков, Владилен Сергеевич (1929—2004) — доктор физико-математических наук, профессор, начальник сектора математического моделирования Объединённого института ядерных исследований (ОИЯИ, Дубна). Один из старейших авторов «Знание — сила», сотрудничавший с журналом более четверти века.
- Башкирова, Галина Борисовна (1938—2016) — писательница, журналист, популяризатор науки. С 1968 по 1973 год — заведующая отделом гуманитарных наук, член редколлегии журнала.
- Бельская, Галина Петровна (1936—2025) — советская и российская писательница, журналист, многолетний член редколлегии журнала. Дочь советской актрисы Натальи Медведевой.
- Беляев, Александр Романович (1884—1942) — писатель-фантаст.
- Берг, Раиса Львовна (1913—2006) — доктор биологических наук, популяционный генетик, популяризатор науки, мемуарист.
- Варшавский, Анатолий Семёнович (1920—1990) — писатель, редактор, переводчик, кандидат исторических наук, заведующий отделом фантастики в 1960-е годы, член редколлегии журнала.
- Варшавский, Илья Иосифович (1908—1974) — писатель-фантаст.
- Гангнус, Александр Александрович (род. 1939) — писатель, журналист, автор научно-популярных книг о геофизике, палеонтологии, эволюционной биологии.
- Глазычев, Вячеслав Леонидович (1940—2012) — доктор искусствоведения, профессор Московского архитектурного института, исследователь проектного творчества и архитектурного наследия, критик, переводчик, публицист.
- Добрович, Анатолий Борисович (1933—2023) — поэт и врач-психиатр, автор стихотворных сборников и популярных книг по психологии и психотерапии.
- Зеленко, Григорий Андреевич (1932—2005) — главный редактор издания в 1989—2005 годах, выпускник филологического факультета МГУ, автор статей о молекулярной биологии, генетике, истории второй мировой войны.
- Каневский, Зиновий Михайлович (1932—1996) — полярный исследователь, географ, писатель.
- Кир Булычёв (Можейко, Игорь Всеволодович; 1934—2003) — писатель-фантаст, доктор исторических наук, учёный-востоковед, фалерист, сценарист.
- Кожевников, Алексей Венедиктович (1891—1980) — писатель, мемуарист.
- Крелин, Юлий Зусманович (1929—2006) — кандидат медицинских наук, писатель, хирург.
- Кривин, Феликс Давидович (1928—2016) — прозаик, поэт, сценарист, писатель-фантаст, автор интеллектуальных юмористических произведений, радиожурналист, педагог.
- Ларин, Олег Игоревич (1938—2024) — прозаик, журналист, член бюро документальной литературы Московского союза литераторов, автор книг очерков и рассказов о Русском Севере.
- Леви, Владимир Львович (род. 1938) — кандидат медицинских наук, психолог, автор книг о психологии.
- Левитин, Карл Ефимович (1936—2010) — журналист, популяризатор науки, писатель-фантаст. С 1966 по 1988 год — заведующий отделом точных наук, член редколлегии журнала.
- Ляпунов, Борис Валерианович (1921—1972) — инженер, журналист, популяризатор науки, писатель-фантаст.
- Медников, Борис Михайлович (1932—2001) — доктор биологических наук, популяризатор науки, профессор биологического факультета МГУ.
- Мейен, Сергей Викторович (1935—1987) — доктор геолого-минералогических наук, эволюционист, палеоботаник, оригинально и остро мысливший исследователь, более двадцати лет публиковавшийся в журнале.
- Молева, Нина Михайловна (1925—2024) — доктор исторических наук, кандидат искусствоведческих наук, писательница.
- Никитин, Андрей Леонидович (1935—2005) — историк, археолог, прозаик, литературовед, публицист, действительный член Географического общества СССР.
- Новиков-Прибой, Алексей Силыч (1877—1944) — писатель-маринист.
- Нудельман, Рафаил Эльевич (1931—2017) — писатель, литературный критик и публицист, редактор, переводчик, педагог-методист.
- Онегов, Анатолий Сергеевич (1934—2021) — писатель-натуралист.
- Подольный, Роман Григорьевич (1933—1990) — журналист, популяризатор науки, писатель-фантаст. Более двадцати лет возглавлял отдел науки журнала.
- Прусс, Ирина Владимировна (род. 1943) — журналист, популяризатор науки, штатный редактор журнала с 1973 по 2019 год, автор многочисленных публикаций исторической и социологической тематики, интервью с учёными.
- Розанова, Лилиана Сергеевна (1931—1969) — журналист, популяризатор науки, писательница, учёный-биолог, заведующая биологическим отделом журнала с 1967 по 1969 год. Дочь детского писателя Сергея Розанова.
- Скрынников, Руслан Григорьевич (1931—2009) — историк, специалист в области истории России XVI—XVII веков, доктор исторических наук, профессор Санкт-Петербургского государственного университета, заслуженный деятель науки РФ.
- Смилга, Вольдемар Петрович (1929—2009) — доктор физико-математических наук, популяризатор науки.
- Столяров, Андрей Михайлович (род. 1950) — писатель-фантаст.
- Стругацкий, Аркадий Натанович (1925—1991) — писатель-фантаст.
- Стругацкий, Борис Натанович (1933—2012) — писатель-фантаст.
- Сухарев (Сахаров), Дмитрий Антонович (1930—2024) — доктор биологических наук, поэт, переводчик, бард.
- Фрумкина, Ревекка Марковна (род. 1931) — лингвист, психолог, эссеист, научный сотрудник Института языкознания РАН.
- Царёв, Вадим Юрьевич (род. 1949) — историк философии и культуры, публицист, автор радио- и телепрограмм.
- Цирульников, Анатолий Маркович (род. 1949) — доктор педагогических наук, профессор.
- Шноль, Симон Эльевич (1930—2021) — биофизик и историк науки, доктор биологических наук, профессор кафедры биофизики физического факультета МГУ.
- Эйдельман, Натан Яковлевич (1930—1989) — кандидат исторических наук, писатель, создатель жанра документальной художественной литературы, автор двух десятков книг и сотен статей. Публиковался в журнале с середины 1960-х годов до конца жизни, был членом редколлегии.
- Янин, Валентин Лаврентьевич (1929—2020) — доктор исторических наук, заслуженный профессор МГУ, археолог, научный руководитель Новгородского филиала Института истории РАН, почётный гражданин Великого Новгорода, член редколлегии журнала с 1967 по 1993 год.

## Руководство

### Учредитель
- 1926—1941 — Центральный комитет ВЛКСМ
- 1946—1968 — Главное управление трудовых резервов (в дальнейшем преобразовано в Госкомитет по профтехобразованию)
- 1969—1991 — Всесоюзное общество «Знание»
- 1991—2002 — коллектив редакции
- С 2002 — Татьяна Алексеева

### Научный совет
- Анатолий Торкунов — академик РАН (председатель)
- Абдусалам Гусейнов — академик РАН
- Лев Зелёный — академик РАН
- Роберт Нигматулин — академик РАН
- Ефим Пивовар — член-корреспондент РАН
- Валерий Рубаков — академик РАН
- Валерий Тишков — академик РАН
- Александр Чубарьян — академик РАН
- Борис Шустов — член-корреспондент РАН

Генеральный директор АНО «Редакция журнала „Знание — сила“»
- С 2004 — Игорь Харичев

### Главный редактор
- 1926 — ответств. редактор В. Лядова
- 1926[уточнить]—1927 — Генрих Эйхлер
- 1927—1938 — Николай Солнцев (зав. редакцией)
- 1938—1941, 1946 — Лев Жигарев (зам. главного редактора в 1946—1970)
- 1946—1960 — Афанасий Бордадын
- 1960—1964 — Владимир Мезенцев
- 1964—1965 — Игорь Адабашев
- 1965—1989 — Нина Филиппова
- 1990—2005 — Григорий Зеленко (зам. главного редактора в 1977—1989)
- 2006—2018 — Игорь Вирко (зам. главного редактора в 1992—2005)
- 2018—2020 — Игорь Харичев
- C 2021 — Надежда Алексеева

### Редколлегия
- Ольга Балла
- Александр Волков
- Борис Жуков
- Наталья Рожкова
- Наталья Стеркина

## В популярной культуре

### Кино
- В фильме Михаила Ромма «Девять дней одного года» (1962) Николай Иванович, обосновывая в споре с Валерием Ивановичем невозможность галактических путешествий на субрелятивистских космических кораблях, воспроизводит близко к тексту статью В. П. Смилги «Фотонных ракет не будет» из журнала «Знание — сила» № 7 за 1960 год[12].
- В фильме Петра Тодоровского «Городской романс» (1970) Женя, ожидая починки туфли в обувном ателье, листает журнал «Знание — сила» № 12 за 1969 год.
- В фильме Леонида Гайдая «Иван Васильевич меняет профессию» (1973) Иван Грозный, оставшись один в квартире Шурика, засыпает за чтением журнала «Знание — сила» № 6 за 1972 год.
- В фильме Георгия Данелии «Афоня» (1975) Коля, гостящий у Борщова, читает журнал «Знание — сила» № 7 за 1974 год.
- В фильме Вячеслава Бровкина «Следствие ведут ЗнаТоКи. До третьего выстрела» (1978) «сильно эрудированный мальчик» Миша Мухин пересказывает приятелям свой диалог с дедом-старовером: «Я начал про эволюцию, про научные данные, а он говорит: ваша еволюция — чушь! Говорит, сколько ни копай, а на главном-то месте — дырка! Тут, говорит, обезьяна, тут — человек, а переходного-то звена промеж них нет! <…> Начитался журнала „Знание — сила“, таскает у меня потихоньку».
- В фильме Михаила Козакова «Если верить Лопотухину…» (1983) директор школы Юрий Леонидович сообщает Лопотухину и дяде Коле об исчезнувшем муже учительницы математики Аллы Константиновны: «Был журналистом… Писал научно-популярные статьи в журналы „Техника — молодёжи“, „Знание — сила“… <…> А потом… Потом однажды, как всегда, как-то вечером пошёл к себе на чердак — и пропал. <…> Исчез бесследно. Вместе с телескопом».